# Neuville-Saint-Rémy
Neuville-Saint-Rémy – miejscowość i gmina we Francji, w regionie Hauts-de-France, w departamencie Nord.
Według danych na rok 1990 gminę zamieszkiwało 3957 osób, a gęstość zaludnienia wynosiła 1670 osób/km² (wśród 1549 gmin regionu Nord-Pas-de-Calais Neuville-Saint-Rémy plasuje się na 223. miejscu pod względem liczby ludności, natomiast pod względem powierzchni na miejscu 885.).